# Двойственное число
Дво́йственное число́ (лат. dualis) — грамматическая форма склонения имён существительных и прилагательных, а также спряжения глаголов, употребляемая для обозначения парности предметов, свойств или действий, обыкновенно для обозначения двух предметов, дополняющих друг друга, то есть парных по природе (части тела) или по обычаю.
В настоящее время категория двойственного числа существует в семитских языках (арабском, иврите), в четырёх славянских языках (словенском, паре лужицких и церковнославянском), в некоторых диалектах украинского языка. На территории РФ к языкам, использующим двойственное число, относят хантыйский, мансийский, ненецкий, саамские языки, а также чавученский диалект корякского языка.
Категория двойственного числа существовала в древних языках индоевропейской семьи (и древнерусском). В подавляющем большинстве современных индоевропейских языков двойственное число исчезло, оставив только более или менее многочисленные следы своего существования.

## Двойственное число в индоевропейском праязыке
Исторические формы индоевропейского двойственного числа представляют только 3 формы: одна — для именительного, винительного и звательного падежей, одна — для родительного и местного (предложного) и одна — для дательного, отложительного и творительного.
Однако в авестийском языке существует различие форм родительного и местного двойственного числа. Это, а также присутствие в отдельных индоевропейских языках двух типов окончания для дательного и творительного двойственного числа заставляют предположить, что в индоевропейском праязыке формы родительного и местного, а также дательного и творительного различались между собой и только в отдельных языках совпали. Причём разница между родительным и местным сохранилась в языке зенде, а различные формы дательного и творительного распределились по разным отдельным языкам (см. дательный падеж). Предположения эти имеют только известную степень вероятности и доказаны быть не могут.
Индоевропейское числительное *H₁oḱtōu («восемь») является формой двойственного числа от не дошедшей до нас основы *H₁oḱtō, ср. в картвельских языках (груз. ოთხი [otxi], лаз. otxo — «четыре»).
В тохарском языке кроме двойственного есть отдельное парное число, которое выражало естественным путём возникшие пары (две руки, два глаза).

## Двойственное число в древнерусском языке
Двойственное число существовало и в древнерусском языке (как и в прочих славянских), но рано (XIII век) начало заменяться множественным. В XIV веке правильное употребление форм двойственного числа встречается ещё часто, но рядом уже имеются разные вторичные формы, указывающие на забвение первичного значения исконных форм двойственного числа.
Числительное м. р. «два», ж. р. «две» (др.-рус. дъва, дъвѣ) сохранило типичные окончания древнерусского двойственного числа: -а, -ѣ. Эти окончания, а также -и употребляли почти во всех случаях, кроме очень небольшой группы слов древнего склонения на краткий -u (см. ниже). В протославянском диалекте индоевропейского праязыка двойственное число в одних случаях образовывалось удлинением гласного основы, в других — присоединением окончания *-i; по фонетическим законам праславянского языка долгое *-ō в склонении на -о перешло в *-а (*stolō > стола), дифтонг *-ai в склонении на -а, а равно дифтонг *-oi в словах среднего рода склонения на *-о в -ѣ (*genai > женѣ), долгое *-ū в -ы (*sūnū > сыны), долгое *-ī в -и (*noktī > ночи).

### Двойственное число существительных
В именительном падеже:
- Окончание -а употреблялось для слов мужского рода древней основы на -о (ныне II склонение): два брата, стола (для мягкого типа, то есть после мягкой согласной — я: два князя).
- Слова среднего рода того же склонения и слова основы на -а, то есть нынешнего I склонения по твёрдому типу оканчивались на ѣ, по мягкому на -и: дъвѣ лѣтѣ, мори, сестрѣ, дѣвици.
- В остальных склонениях было окончание -и: огни, ночи, матери, дъчери, камени, сѣмени, букови.
- Исключение составляли только несколько слов древней основы на краткий u, двойственное число которых звучало так: сыны, меды, пиры (при множественном: сынове, медове, пирове); впоследствии эта форма вытеснила древнее множественное.

При склонении имён существительных, в дательном и творительном падежах приставлялось окончание -ма, а в родительном и местном — окончание -у (после мягкого согласного -ю), воочию («въ очию»), двоюродный («двою родный»):
Основа на -о (ныне II склонение)
И-В-Зв рода, коня, лѣтѣ, мори
Р.-М. роду, коню, лѣту, морю
Д.-Т. родома, конема, лѣтома, морема
Основа на краткий -u
И-В.-Зв. меды
Р.-М. медову
Д.-Тв. медъма
Основа на -a (ныне I склонение)
И-В.-Зв. сестрѣ, воли, дѣвици
Р.-М. сестру, волю, дѣвицю
Д.-Тв. сестрама, воляма, дѣвицама
Основа на -i (ныне III склонение)
И-В.-Зв. ночи
Р.-М. ночию (-ью)
Д.-Тв. ночьма
Основа на согласный
И-В.-Зв. камени, колеси, сѣмени
Р.-М. камену, колесу, сѣмену
Д.-Тв.каменьма, колесьма, сѣменьма
Основа на долгий -u
И-В.-Зв. букъви
Р.-М. букъву
Д.-Тв.букъвама

### Двойственное число местоимений
Личные местоимения звучали так:
- 1-е л.: вѣ
- 2-е л.: ва[3][4] (вы[5][6])
- 3-е л.: м. р. — я, ж. р. и ср. р. — и. Впоследствии: м. р. — он, ж. р. и ср. р. — онѣ (аналогично соответствующему указательному местоимению).

Формы женского и среднего рода у всех местоимений в двойственном числе совпадали.
Местоимение 1 лица в винительном падеже имело форму, отличную именительного: на.
И-Зв. (личн.) вѣ, ва, я, и; (указат.) та, тѣ; она, онѣ; си, сии

В. (личн.) на -//-

Р.-М. (личн.) наю; ваю; ѣю, (указат.) тою, оною, сею 

Д-Тв. (личн.) нама; вама; има, (указат.) тѣма, онѣма, сѣма,

### Двойственное число глаголов
Настоящее время

1-е л. несевѣ, станевѣ, знаевѣ, хваливѣ

2-е и 3-е лл. несета, станета, знаета, хвалита
(В праславянском и старославянском 3-е лицо имело особое окончание, аналогичное 2-му л., мн. ч.: несете, станете, знаете, хвалите)
Аорист

1-е л. несоховѣ, стаховѣ, знаховѣ, хвалиховѣ, быховѣ

2-е и 3-е лл. несоста, стаста, знаста, хвалиста, быста
(3-е лицо аориста в праславянском и старославянском: несосте, стасте, знасте, хвалисте, бысте)
Имперфект

1-е л. несяховѣ, хваляховѣ, бяховѣ

2-е и 3-е лл. несяста, хваляста, бяста.
(В старославянском:
1-е л. несѣаховѣ, стааховѣ, знааховѣ, хвалѣаховѣ, бѣаховѣ

2-е л. несѣашета, стаашета, знаашета, хвалѣашета, бѣашета

3-е лицо несѣашете, стаашете, знаашете, хвалѣашете, бѣашете)
Повелительное наклонение
1-е л. несѣвѣ, станѣвѣ, знаивѣ, хваливѣ

2-е и 3-е лл. несѣта, станѣта, знаита, хвалита

## Следы двойственного числа в современном русском языке
В настоящее время в русском языке имеются только некоторые немногочисленные остатки двойственного числа. Формы двойственного (вместо множественного) числа сохранили названия некоторых парных предметов: рога́, глаза́, берега́, рукава́, бока́, пле́чи, коле́ни, му́ди (ед. ч. мудо́), у́ши, о́чи. К нему же восходят формы квази-родительного падежа (на самом деле именительного-винительного-звательного двойственного) при именах числительных: два брата (а также три, четыре брата, но пять братьев), по типу которых возникают сочетания, как две жены (но пять жён) с родительным падежом.
Формы косвенных падежей числительного два: дву-х, дву-м, дву-мя, где дву- есть родительный-предложный двойственного числа, осложнённый окончаниями местоимений по типу те-х, те-м: формы творительного у числительных двумя, тремя, четырьмя, где мя равно древнему окончанию дательного и творительного двойственного числа -ма, смягчённому под влиянием окончания творительного множественного ми (изначально было двума, но треми). Числительное двенадцать (именительный, винительный, звательный женского рода), двести (вместо две сте, именительный, винительный, звательный среднего рода). Некоторые наречия вроде воочию (местоимение двойственного числа), между (также).
В некоторых пословицах сохранены также подобные формы: сидит воробей на тыне, надеется на крыле (винительный двойственного числа). В северных великорусских говорах окончание дательного и творительного двойственного числа -ма является в роли окончания множественного числа: с ногама, c рукама, с палкама. Подобные же формы встречаются в белорусском и украинском языках. Также в современные индоевропейские языки пришли из форм двойственного числа числительные: рус. «обе», «оба», «обеих», «обоих» (пол. oba, англ. both, нем. beide, исп. ambos).
Слово «между» является по происхождению местным падежом двойственного числа старославянского существительного межда (рус. межа).
Также следом двойственного числа можно назвать сочетание «два часа́», между тем, как родительным падежом является «чáca» (например, «с этого ча́са»).

## Примеры употребления двойственного числа
- Конь дикихъ своима рукама связалъ есмь
- Тура мя дъва метала (…) а дъва лоси, одьнъ ногами тъпъталъ, а другый рогома болъ.

Поучение Владимира Мономаха
- Дъва сълньцꙗ помѣркоста, оба багряная стлъпа погасоста, и въ мори погрузиста, и съ ними молодая мѣсѧцꙗ, Ольгъ и Свѧтъславъ, тьмоѭ сѧ поволокоста.
- Ты, буи Рюриче, и Давыде! Не ваю ли вои злачеными шеломы по кръви плавашѧ?

Слово о полку Игореве
- Два брата беста по духу. (…) Имяста же любовь велику и нелицемѣрну между собою.
- Многажда братия моливше ею <"братьев по духу">, еже смиритися има межи собою
- Бывша два мужа некаа от великыхъ града того, друга себѣ.

Киево-Печерский патерик
- И҆ бѣ́ста ѻ҆́ба на̑га, а҆да́мъ же и҆ жена̀ є҆гѡ̀, и҆ не стыдѧ́стасѧ.

Книга Бытия, гл. 2, ст. 25.
- Прише́дшꙋ же є҆мꙋ̀ въ до́мъ, пристꙋпи́ста къ немꙋ̀ слѣпца̑, и҆ гл҃а и҆́ма ї҆и҃съ: вѣ́рꙋета ли, ꙗ҆́кѡ могꙋ̀ сі҆ѐ сотвори́ти; Глаго́ласта є҆мꙋ̀: є҆́й, гдⷭ҇и. Тогда̀ прикоснꙋ́сѧ ѻ҆́чі҆ю и҆́хъ, гл҃ѧ: по вѣ́рѣ ва́ю бꙋ́ди ва́ма. И҆ ѿверзо́стасѧ ѻ҆́чи и҆́ма: и҆ запретѝ и҆́ма ї҆и҃съ, гл҃ѧ: блюди́та, да никто́же ᲂꙋ҆вѣ́сть. Ѡ҆́на же и҆зшє́дша просла́виста є҆го̀ по все́й землѝ то́й. Тѣ́ма же и҆сходѧ́щема, сѐ, приведо́ша къ немꙋ̀ человѣ́ка нѣ́ма бѣснꙋ́ема.

Евангелие от Матфея, глава 9, ст. 28-32

## Двойственное число в семитских языках
В семитских языках слово «два», точнее «пара» — в смысле «второй; вторить; повторять» как повторение одного (предыдущего). В современном ассир. ܬܪܝܢ — трейн с нунацией (в древнем арам. ܬܢܝ — тнай), ивр. שנים‎ — шнайим с мимацией (enclitic mem), араб. إثنان‎ — итна́ни (в разговорном арабском — тнайн, тнен, итнен).
В современном иврите מִצְרַיִם‎ — мицра́йим (Египет) — не двойственное число.
Двойственное число в семитских языках образуют путём добавления дифтонга к слову, стоящему в единственном числе. Дифтонг указывает не только части тела, которые — парные (глаза, уши, ноздри, брови, щёки, скулы, виски, губы, руки, ноги), но и вообще любую дуальность.
Сравнительный анализ показал, что двойственное число маркируют дифтонгом во всех семитских языках, в именительном — суффикс -а, в винительном — суффикс -ай > -е/-и/-а, которые добавляют к корню, за которым следует окончание -м или -н (например, староаккадский бела́н/бели́н («пара господ»), белта́н/белти́н («пара госпожей»)).

## Философское содержание категории двойственного числа
Вильгельм фон Гумбольдт считал ошибочным представление о двойственном числе как об ограничивающемся просто понятием числа «два». Согласно его представлению, двойственное число совмещает в себе природу множественного и единственного чисел, это одновременно и коллективно-единственное от числа «два», тогда как множественное число может сводить множество к единству лишь в определённых случаях. Таким образом, двойственное число выражает коллективно-единственную функцию, идею «единства во множестве».
По мнению Гумбольдта, высказанному им в одной из своих последних работ, незавершённой «Über den Dualis», двойственное число неправильно считать роскошью или устаревшим наростом на теле языка. С философской точки зрения, двойственное число хорошо вписывается в общую соразмерность речеобразования, умножая возможные взаимосвязи слов, увеличивая масштабы воздействия языка и способствуя философским основам остроты и краткости взаимопонимания. В этом оно имеет то преимущество, которым обладает любая грамматическая форма, отличающаяся от соответствующего описательного выражения краткостью и живостью воздействия.